# Rafaël van Bourgondië

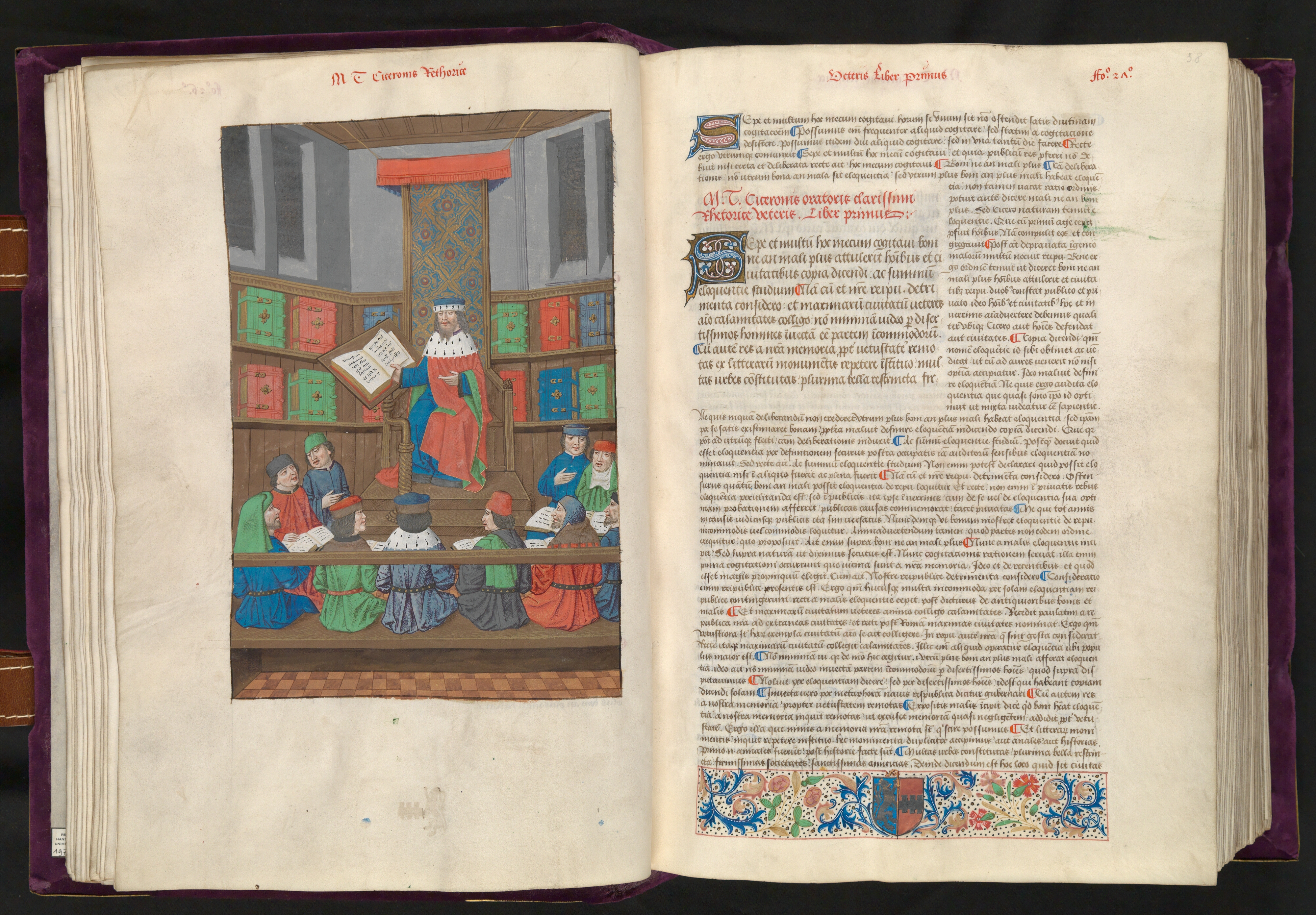
Diverse manuscripten uit de bibliotheek van Rafaël de Marcatellis kunnen in digitaal formaat geconsulteerd worden via de Universiteitsbibliotheek Gent - Boekentoren

Rafaël van Bourgondië, ook genoemd Rafaël de Marcatellis of de Mercatellis (Brugge, ca. 1437 – 4 augustus 1508) was een zoon van Filips de Goede en was monnik.

## Levensloop
Hij was een van de vele natuurlijke kinderen van hertog Filips de Goede. Zijn moeder trouwde met een lid van de Venetiaanse handelaarsfamilie Mercatelli de Mercatello, die toen vertegenwoordigers had te Brugge. De echtgenoot adopteerde de hertogelijke bastaard en gaf hem zijn naam.
Hij studeerde theologie aan de Sorbonne. Kort na de voltooiing van zijn studies werd hij benedictijn in de Sint-Pietersabdij in Gent en in 1463 abt van de Sint-Pietersabdij in Oudenburg. In 1478 werd hij abt van de Sint-Baafsabdij in Gent. Hij werd beroemd als bibliofiele oprichter van de librije van St Baafs (bibliotheek van de Sint-Baafsabdij in Gent). 
Hij woonde gedeeltelijk in Brugge, in de omgeving van het hertogelijk hof, in de refuge van de Sint-Baafsabdij of in zijn eigen residentie. 

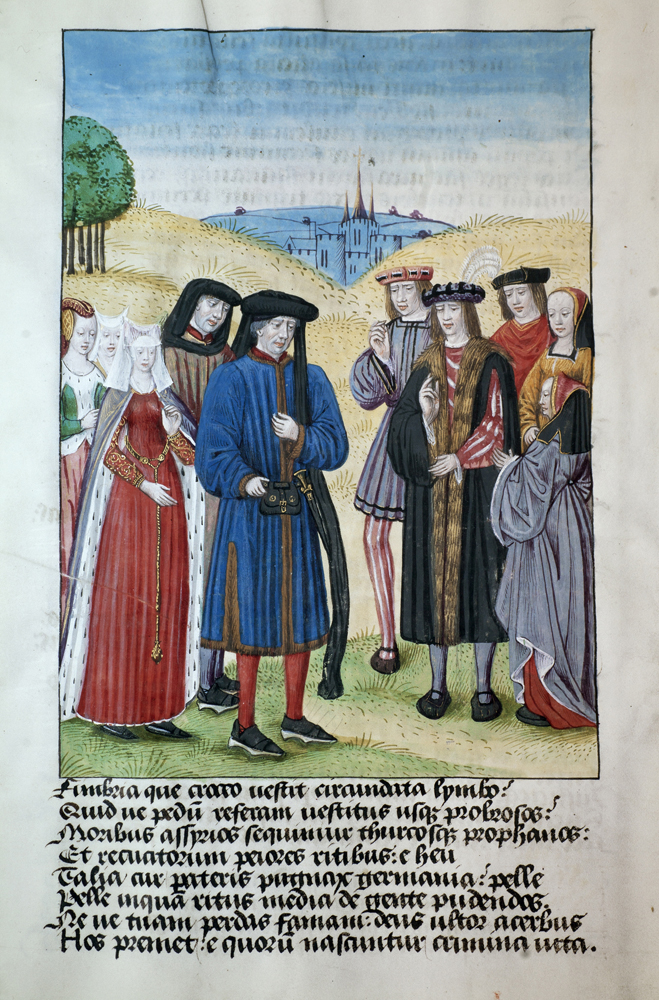
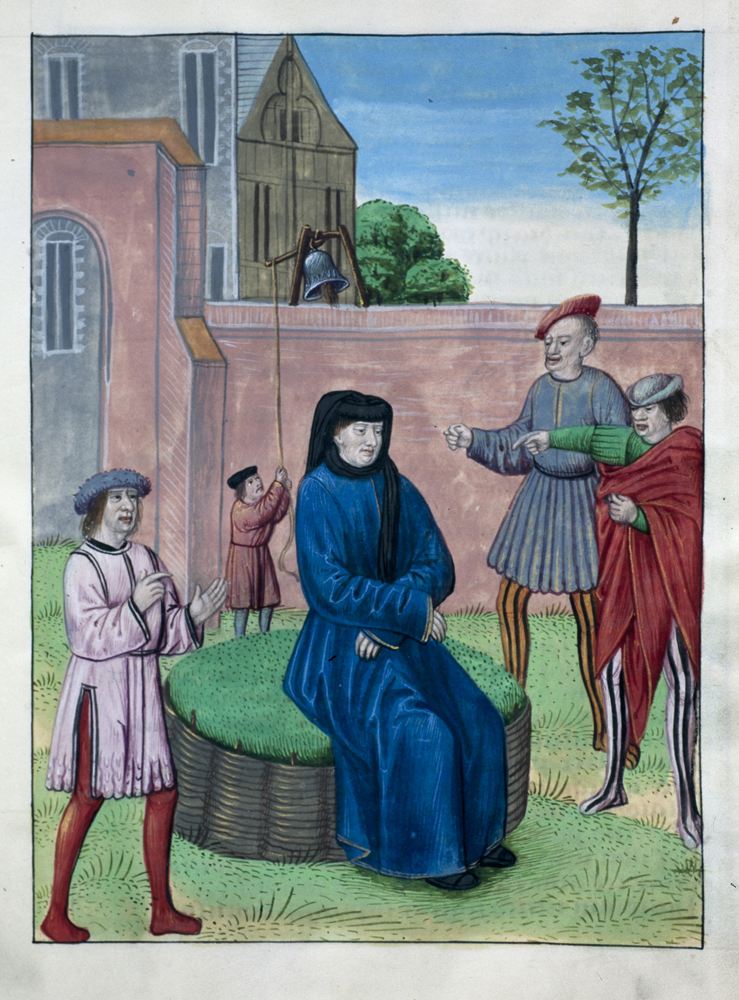
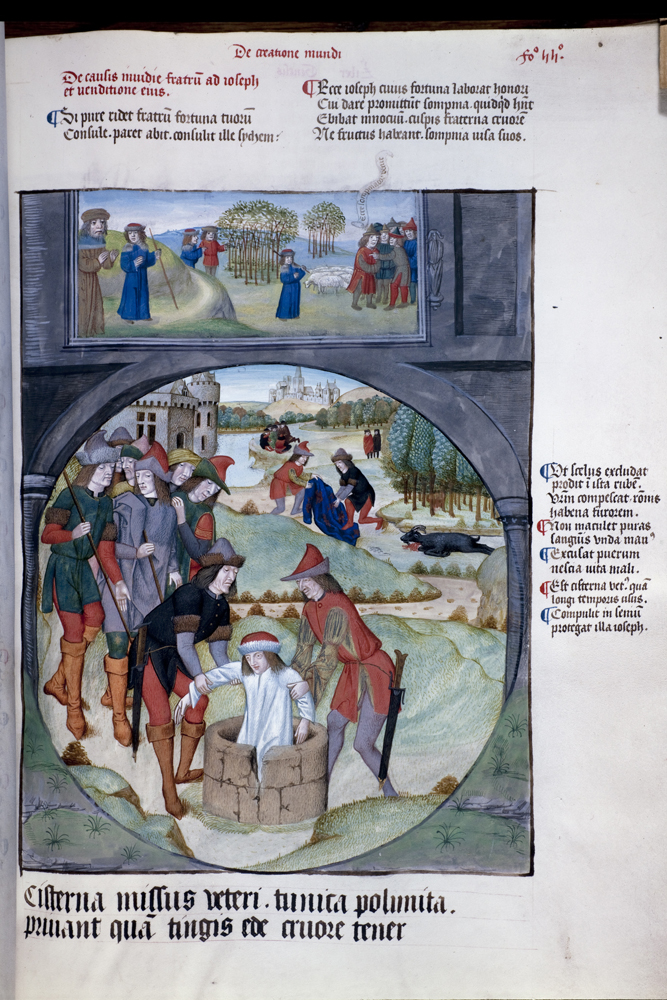
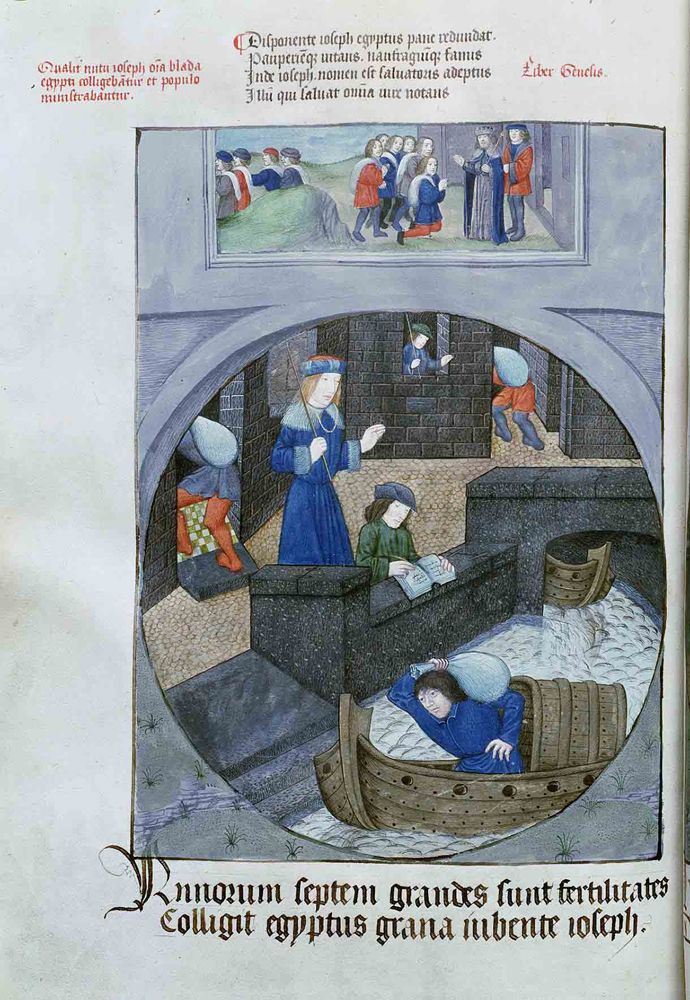